# Spedizione antropologica allo Stretto di Torres dell'Università di Cambridge

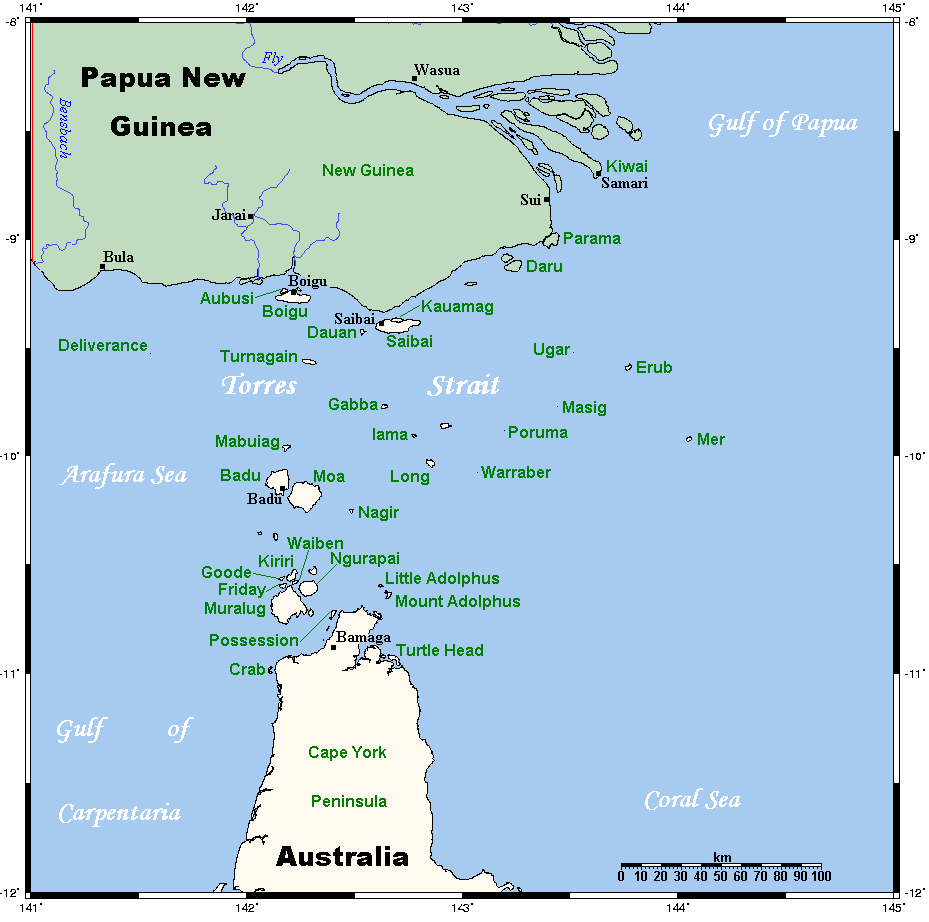
Localizzazione dello stretto di Torres

La spedizione allo Stretto di Torres (Cambridge Anthropological Expedition to the Torres Straits), situato tra l'Indonesia e l'Australia, è una spedizione antropologica organizzata da Alfred C. Haddon, zoologo di formazione, nel 1898. 
Tale spedizione è considerata nella storia delle scienze etnoantropologiche il primo tentativo di studiare una popolazione e l'ambiente in cui vive in un'ottica pluridisciplinare e olistica. La ricerca venne infatti condotta integrando all'approccio antropologico i punti di vista di discipline quali sociologia, linguistica, scienze delle religioni, studi artistici e soprattutto psicologia.
La ricerca rappresenta inoltre una tappa fondamentale del passaggio dalla ricerca etnografica ottocentesca a quella post-malinowskiana. Mentre la vecchia antropologia vittoriana si basava su questionari o testimonianze di missionari e altre figure occidentali che conoscevano in qualche modo i popoli studiati, in un'ottica successivamente etichettata come "etnografia da scrivania", la spedizione allo stretto di Torres rappresenta la prima grande ricerca sul campo effettuata direttamente dagli studiosi. 

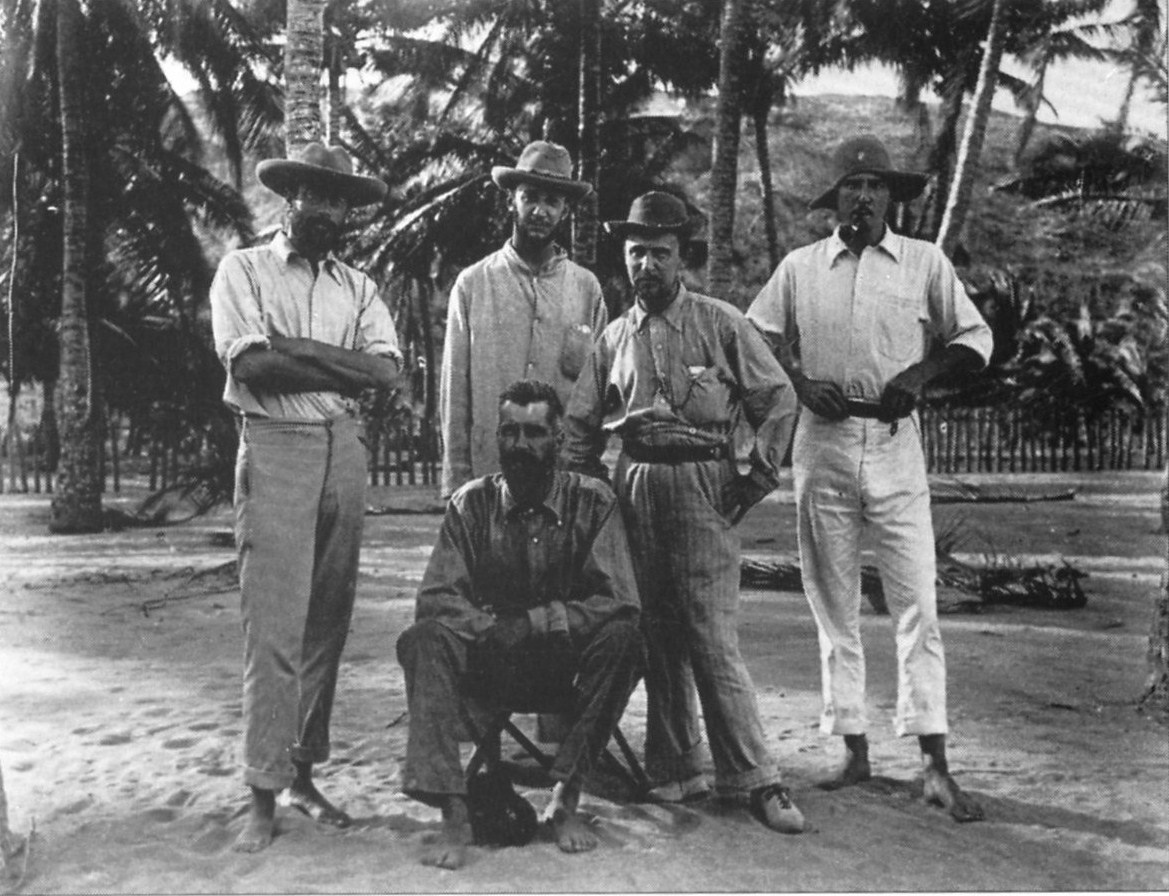
Membri della Spedizione antropologica allo Stretto di Torres del 1898. In piedi (da sinistra a destra): W. H. R. Rivers, Charles Gabriel Seligman, Sidney Herbert Ray, Anthony Wilkin. Seduto: Alfred Cort Haddon.

Tra le numerose innovazioni tecniche e teoriche introdotte in tale spedizione è di grande rilevanza il primo tentativo di applicare alla ricerca etnologica lo strumento della ripresa cinematografica, allo scopo di registrare elementi sociali e culturali quali riti, cerimonie religiose, elementi significativi dell'organizzazione sociale, della vita quotidiana, della cultura materiale.
Oltre all'organizzatore Haddon presero parte all'impresa due figure che acquisirono successivamente grande importanza per le discipline etnoantropologiche: Charles George Seligman e William Halse Rivers, già affermato accademico e scelto per coordinare lo studio; in un primo tempo non pensava di prendere parte al viaggio, ma poi guidò la ricerca in prima persona. Furono inoltre reclutati per la spedizione il linguista Sidney Herbert Ray (fino ad allora insegnante, che aveva imparato qualche nozione delle lingue locali tramite i report dei missionari), due studenti di Rivers che si occupavano di psicologia sperimentale, Charles Samuel Myers e William McDougall, e lo studente Anthony Wilkin, morto in giovane età, con compiti da fotografo. Seligman era un medico patologo amico di Myers e McDougall che all'ultimo momento fu integrato nel team. 

## Pubblicazioni dei risultati della ricerca
- Reports of the Cambridge anthropological expedition to Torres Straits. Cambridge: University Press, 1901-1935 
  - 1 General Ethnography (1935)
  - 2 Physiology and psychology (P. 1/2 1901/03)
  - 3 Linguistics (1907)
  - 4 Arts and crafts (1912)
  - 5 Sociology, magic and religion of the western islanders (1904)
  - 6 Sociology, magic and religion of the eastern islanders (1908)